# Eois flavotaeniata
Eois flavotaeniata là một loài bướm đêm trong họ Geometridae.